# 楊忠和
楊忠和（英文：Jongher Yang，1951年8月16日—），曾任國立彰化師範大學教授、台北市立體育學院校長、行政院體育委員會主任委員及台北市政府體育局局長。

## 生平
接任體委會主委時的楊忠和，曾接受《中國時報》的專訪，並在專訪中藉由他擔任校長的經驗，探討台灣體育運動的發展，當下認為質變的問題必須要獲得一定改善；其後，楊忠和在2007運動休閒產業發展論壇中，擔任論壇主持人。楊忠和曾參與2009年世界運動會（簡稱2009高雄世運）。
2014年12月1日，楊忠和獲臺北市市長柯文哲延攬為臺北市政府體育局局長 ，理由是楊「英文很流利，不必靠翻譯」。
楊忠和上任後拍板定案2017年臺北世大運場館全數用人工草皮，總工程款高達新臺幣十四億元，但是進口人工草皮主要廠商是楊忠和的妹婿鄭樹恩，引發非議。對此，2015年2月8日，楊忠和表示，若真要圖利，就不會離職。
2015年1月19日楊忠和請辭獲准，1月30日正式卸任（1月19日至2月5日由丁若亭代理局長）。杨忠和认为自己的体育专業未受重视，身为世大运籌委會執行長，卻不在柯文哲的世大運核心幕僚內，與柯文哲對世大運的認知差異大，「有收不完的爛攤子」，所以选择离去。
2015年2月6日發生遠雄巨蛋在深夜時間於台北大巨蛋工地進行路樹斷根、圍籬施工，與護樹團體發生衝突。遠雄巨蛋在事後拿出公文表示，公文是柯文哲市府所批准，移樹有據。柯市府團隊追查後發現，楊忠和在去職前，在1月22日以體育局名義行文遠雄巨蛋，公文內容表示「本府同意大巨蛋基地未來完工後光復南路及忠孝東路，路型應維持原環評及都審核定之路型方案為宜」，意即此份由楊忠和具名批示的公文核准了遠雄所提出的移樹方案。

## 外部連結
專訪文章
- 葉基. . 運動新聞 (中國時報). 2007年7月2日: D6  [2007年7月28日]. （原始内容存档于2007年7月5日）.

| 教育職務         | 教育職務                                                    | 教育職務                           |
| ---------------- | ----------------------------------------------------------- | ---------------------------------- |
| 台北市立體育學院 |                                                             |                                    |
| 前任： 鄭 虎     | 台北市立體育學院校長 第四任 2002年8月1日－2007年1月31日     | 繼任： 張明峰（代理） 正任：陳坤檸 |
| 中華民國政府職務 |                                                             |                                    |
| 行政院           |                                                             |                                    |
| 前任： 陳全壽    | 行政院體育委員會主任委員 第五任 2007年2月1日－2008年5月20日 | 繼任： 戴遐齡                      |